# كوستاس مرتاكيس
كوستانتينوس مرتاكيس (باليونانية: Κώστας Μαρτάκης)‏، معروف باسم كوستاس مرتاكيس، هو مغني بوب يوناني انطلقت نجوميته بعد مشاركته في برنامج Dream Show عام 2006. بعدها أصدر عدة ألبومات غنائية وشارك مسابقة يوروفيجن للأغاني ممثلاً اليونان.

## نشأته
ولد كوستاس بتاريخ 25 من شهر مايو عام 1984 في أثينا، اليونان، وهو مصري الاصل، تطلق والداه عندما كان صغيراً في العمر، لديه إخت واحدة، وعاش مع والدته بعد طلاقهما.

## الألبومات
- 2007: Anatropi
- 2009: Pio Konta
- 2011: Entasi

## روابط خارجية
- كوستاس مرتاكيس على موقع IMDb (الإنجليزية)
- كوستاس مرتاكيس على موقع ميوزك برينز (الإنجليزية)
- كوستاس مرتاكيس على موقع أول ميوزيك (الإنجليزية)
- كوستاس مرتاكيس على موقع ديسكوغز (الإنجليزية)